# Centro Cultural de España en Guatemala
El Centro Cultural de España en Guatemala (CCE/G) es una institución cultural hispano-guatemalteca integrada en la Red de Centros Culturales de la Agencia Española de Cooperación Internacional para el Desarrollo.
Históricamente la institución ha destacado en la vida cultural del país, distinguiéndose, a partir de 1980, por su compromiso con la promoción de los derechos económicos, sociales y culturales.
En su actual etapa como centro cultural de la Cooperación Española apuesta igualmente por la promoción de la libertad creativa y la diversidad cultural -«La diversidad cultural amplía las posibilidades de elección que se brindan a todos; es una de las fuentes del desarrollo, entendido no solamente en términos de crecimiento económico, sino también como medio de acceso a una existencia intelectual, afectiva, moral y espiritual satisfactoria.»-, así como garantizar el acceso a la cultura.
De la misma manera, ha sido instrumental en la creación de segmentos importantes, como Foto30, Festival de Fotografía Contemporánea en Guatemala, y tendiendo puentes entre diversas instituciones de ambos países.

## Historia
Nacido inicialmente como una entidad de la sociedad civil, ha contado por décadas con una junta directiva y sus correspondientes presidentes: Carlos Rendón Barnoya (1955-1957), Luis Beltranena Sinibaldi (1957-1962), Vicente Díaz Samayoa (1962-1964), Valentín Solórzano Fernández (1964-1973),  Adolfo Molina Orantes (1973-1980), Roberto Mertins Murúa (1980),  Manuel Fernández (1980-1985), Jesús Julián Amurrio González (1985), Siang Aguado de Seidne (1986-1989), Arnoldo Ortiz Moscoso (1989-1996) y Jesús Chico García (1996-2024).
En 1994, se dan pasos para que su trabajo sea complementario al de la Cooperación Española, por lo que se profesionaliza la gestión incorporando directores para ejecutar programas y proyectos: María del Carmen Deola (1994-2000), Pedro Luis Alonso López (2000-2003), Rossina Cazali (2003-2007), Jorge Castrillón Castán (2007-2010), Inmaculada Ballesteros (2010-2012), David Ruiz (2013-2015), Jesús Oyamburu (2015-2020) y Eva Bañuelos Trigo (2020-2024).
En 2024 se reconvierte en una oficina sectorial de la Embajada de España, recayendo la primera dirección en Eva Bañuelos Trigo (2024-).

### 1956 - 1980
Fundado en el año 1956 como Instituto Guatemalteco de Cultura Hispánica, ha sido durante décadas uno de los promotores culturales más dinámicos de Ciudad de Guatemala. Respaldado en su creación y financiado por el Ministerio de Asuntos Exteriores español durante el franquismo, su principal propósito fue servir como instrumento principal de diplomacia cultural en Guatemala, dentro de una perspectiva conservadora, orientación que marcó sus primeras décadas de existencia. En 1980 se abrió la sede de Plaza de España, inaugurada por el entonces director en funciones Roberto Mertins Murúa. La nueva ubicación era fruto de un renovado interés por parte del Gobierno español en reforzar las relaciones culturales: «España construirá en Guatemala un edificio para sede del Instituto Guatemalteco de Cultura Hispánica. Para ello, Guatemala, por boca del presidente de la República, ha hecho formal promesa de buscar y ceder los terrenos apropiados. El ofrecimiento de construcción de la sede del organismo fue hecho por el duque de Cádiz, don Alfonso de Borbón y Dampierre, presidente del Instituto de Cultura Hispánica de Madrid. El duque de Cádiz, acompañado de su esposa y del director general del Instituto, Juan Ignacio Tena Ybarra, ha iniciado una amplia gira por todos los países del área centroamericana, y que se prolongará hasta Ecuador. El objetivo principal de este viaje es tratar de mejorar, con criterios realistas, el incremento de las relaciones culturales entre esta parte de la América de habla hispánica y España. Otras sedes del Instituto de Cultura Hispánica se levantarán probablemente en un futuro próximo en el área del Caribe (...)».

### 1980 - 2003

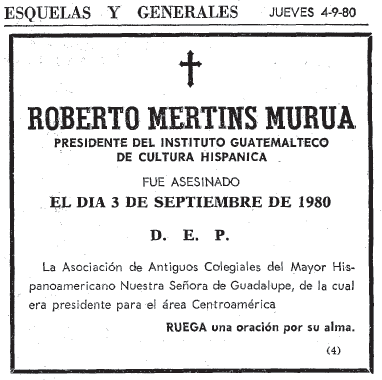
Esquela de Roberto Mertins.

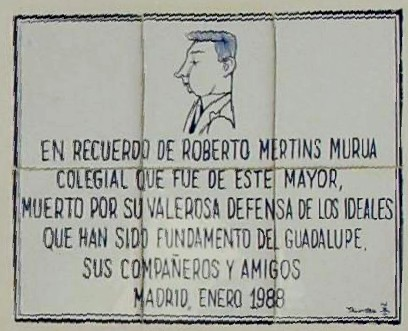
Placa homenaje a Roberto Mertins Murua en el Colegio Mayor Nuestra Señora de Guadalupe, en la Ciudad Universitaria de Madrid.

Durante este periodo, el Instituto de Cultura Hispánica adquirió notoriedad por la promoción de los Derechos Económicos, Culturales y Sociales, siendo exponente de este compromiso los reconocimientos concedidos a diversas personalidades guatemaltecas. Así, creó el Premio de la Verapaz, que se otorgó  a -entre otros- Helen Mack, monseñor Juan Gerardi y Efraín Recinos (los 2 primeros asesinados en fechas posteriores).
De la misma manera fomentó la creación literaria mediante su Premio Día de la Hispanidad, galardón marcado por su compromiso con los intentos de  democratización del país: Seis meses después de recibirlo por un libro de cuentos, que incluye la narración titulada Tolentino Camacho, sobre el tema de la dictadura en Nicaragua, Pedro Joaquín Chamorro Cardenal sería asesinado por escuadrones paramilitares. "De los personajes presentes esa noche Jaime Ruíz del Árbol morirá quemado en la embajada de España; Miguel Ángel Sagone, miembro del Jurado, se desvincularía del Instituto dedicándose a dirigir la Editorial Universitaria y posteriormente saldría del país; Luis Alfredo Arango también morirá; Vicente Leñero, miembro del Jurado, se consagrará como escritor con Los Albañiles, El Garabato y más recientemente con el guion de la película El Crimen del Padre Amaro; Roberto Mertins Murúa, presidente en funciones del Instituto, va a morir acribillado a balazos".
Este proceso llegó a un abrupto final cuando en 1980 el Gobierno militar guatemalteco asaltó la legación diplomática española y se produjo la quema de la Embajada de España saldada con el asesinato de 37 personas, incluyendo diplomáticos españoles y directivos del Instituto de Cultura Hispánica. Como colofón, unos meses después, se produjo el asesinato de Roberto Mertins Murúa, que había quedado tras el trágico suceso anterior como director interino del Instituto, como represalia a sus denuncias en la Televisión Española a la actuación de las autoridades militares. Este crimen, nunca resuelto, ha figurado como caso paradigmático de violencia estatal en la Comisión de Esclarecimiento Histórico surgida de los Acuerdos de Paz firmados en 1996. Con la reanudación de las relaciones diplomáticas en 1984, el Instituto retomó sus actividades, evolucionando paulatinamente en su programación hacia formas más contemporáneas de entender la cultura.

### 2003 - 2010

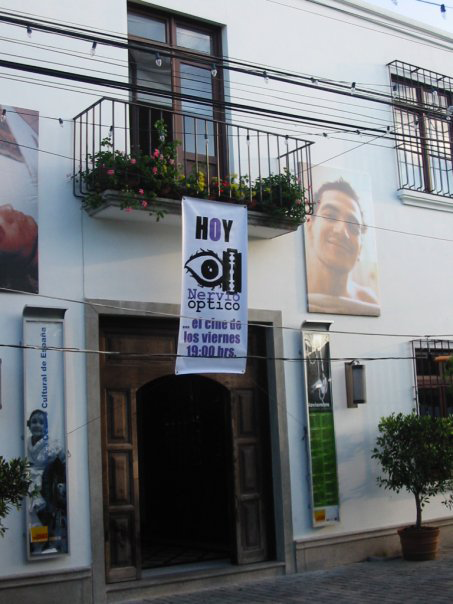
Reapertura del CCE en la calle peatonal de Cuatro Grados Norte.

Este proceso culminó en 2003 con la transformación, no exenta de polémicas -a través de un Convenio Marco de Colaboración- en el nuevo Centro Cultural de España en Guatemala CCE/G, incorporándose así a la implementación en Guatemala del Plan Director de la Agencia Española de Cooperación Internacional para el Desarrollo. Esta transformación supuso un cambio generacional, con el nombramiento como directora de Rosina Cazali Escobar, y fue  acompañada por la inauguración de una nueva sede en 2003 en 4º Norte, además de la innovación en las propuestas culturales y la preeminencia del eje de trabajo de “Cultura para el Desarrollo”.
Coincidiendo con el segundo director de esta nueva etapa, Jorge Castrillón, el Centro amplía paulatinamente su ámbito de actuación y completa su metamorfosis, convirtiéndose en un Centro de Cooperación, Cultura y Desarrollo. El presupuesto de la institución, librado mediante Subvención Nominativa, se multiplica, mejorándose la coordinación con la Oficina Técnica de Cooperación y logrando su mención expresa en la Comisión Mixta España-Guatemala como principal instrumento de Cooperación Cultural. Al mismo tiempo se inicia con la  descentralización de actividades en diferentes instituciones capitalinas, intensificando la colaboración con el Centro de Formación de la Cooperación Española en La Antigua Guatemala e inaugurando  programas estables con instituciones del interior del país.

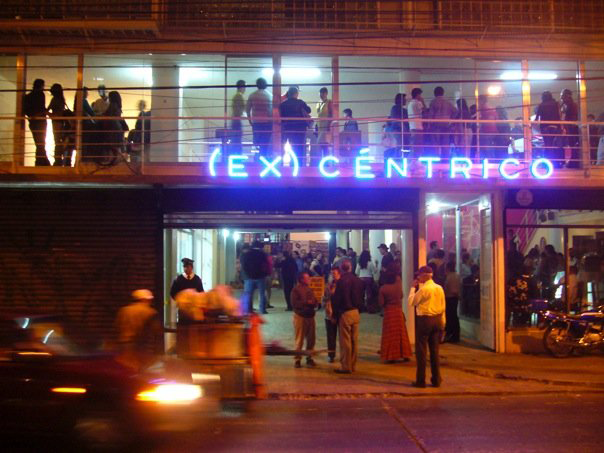
Imagen exterior (Ex) Céntrico.

El CCE adquiere notoriedad al tratar temas espinosos en el contexto social guatemalteco: aborda la discriminación que sufre la población LGTBIQ del país, combatiendo abiertamente los prejuicios dominantes mediante una programación específica. Abre sus salas a organizaciones de la sociedad civil, apostando por la interculturalidad mediante el Observatorio Kanek. En abril de 2009, se inaugura (Ex) Céntrico, un nuevo espacio que apostaba por la recuperación del Centro Histórico de la capital, evidenciando la necesidad de un cambio de sede definitivo y de un nuevo marco jurídico como UCE (Unidad de Cooperación Exterior).
También en el año 2009 se presenta el primer ejemplo de Programación Operativa en Guatemala, mediante un Plan de Centro, y se apuesta fuertemente por la dramaturgia nacional a través de una serie de programas de teatro que cristalizan en tres obras locales y un premio de Nueva Dramaturgia Guatemalteca.

#### Polémica y cambio de orientación
La adopción de la Estrategia de Cooperación y Desarrollo de la AECID llevó a la progresiva asunción, por parte de la institución, de temas considerados polémicos por la Embajada de España en Guatemala. En particular, los temas de igualdad sexual y recuperación de la memoria histórica chocaron frontalmente con la legación diplomática, haciendo que esta pidiera un cambio radical a la Agencia de Cooperación. Así, en octubre de 2009 se comunicó la no renovación del contrato del Director, lo que despertó una polémica local: más de 160 personalidades del mundo de la cultura firmaron, junto con los trabajadores del Centro Cultural, una petición para que dicha decisión fuera reconsiderada.
La situación se resolvió con la salida del director y con el despido de parte del personal, así como con la modificación de la programación prevista.

### 2013 - Cambio de sede
En junio del 2013, como parte de la apuesta por rehabilitar y poner en valor el Centro Histórico de la Capital, el CCEG se traslada a uno de los edificios más emblemáticos del Centro Histórico de Guatemala: el Teatro-Cine Lux, un espacio patrimonial y significativo ejemplo de la arquitectura art deco de los años 30.
Durante décadas, fue igualmente un espacio que acogió actividades artísticas, sociales y políticas que dejaron su impronta en los procesos históricos del país: "un auténtico símbolo de identidad. En su momento, este multicine fue el teatro más moderno y lujoso del país, tanto que se le llamó el Palacio del cine. Inaugurado en marzo de 1936 con la proyección de la película mexicana Allá en el rancho grande, su escenario vio desfilar a las más rutilantes estrellas del momento, como Libertad Lamarque, Sara Montiel o Pedro Infante".

## Actualidad
El Centro Cultural de España en Guatemala celebra en 2019 su 15° aniversario como institución dependiente de la cooperación española y el 64° desde su fundación como uno de los agentes más reconocibles del panorama cultural guatemalteco. Su ubicación en el Centro Histórico de Ciudad de Guatemala los convierte, además, en una pieza importante para la recuperación del centro urbano, aportando una dotación cultural que permite cambios de uso reconocibles en una zona hasta no hace tanto problemática. 
En 2015, la Secretaría General Iberoamericana (Segib) y el Ministerio de Asuntos Exteriores y de Cooperación de España firmaron un acuerdo conforme al que se comprometía «el aprovechamiento de dichas infraestructuras por parte de los Estados miembros de la Comunidad Iberoamericana de Naciones, para la realización de actividades concretas de cooperación y promoción cultural».
En mayo de 2023, el Consejo de Ministros de España aprueba la creación del Centro Cultural de España en Guatemala en la Misión Diplomática Permanente de España en la República de Guatemala, conforme al Marco de Asociación País 2021-24 entre España y Guatemala que reconoce la relevancia de la cooperación cultural como medio para alcanzar los objetivos bilaterales en materia de desarrollo. 

## Publicaciones
El antiguo Instituto publicó en la década de los noventa la revista Encuentro y desde el año 2003, el CCE/G inauguró, con el nombre de Librovisor, una activa línea editorial, que ha producido -entre otros títulos-:
- Escritos ecológicos de Mario Payeras (2006).
- Colección Pensamiento I (2006).
- Versolaris, Antología poética urbana (2006).
- El Bosque Urbano: Guía de árboles de Ciudad de Guatemala (2007).
- Guía de edificios de Art Decó de Ciudad de Guatemala (2007).
- Colección Pensamiento II (2008).
- Guía de arquitectura moderna de Ciudad de Guatemala (2008).
- Colección de relatos cortos Sin Casaca (2008), reuniendo a 28 escritores guatemaltecos para que contaran una   anécdota que les hubiera sido transmitida de manera oral, dejando en evidencia el origen vital de la ficción.
- Aldeas tus Ojos (2008), Poesía contemporánea en Guatemala.
- Brevísimos Dinosaurios (2009), Antología de cuento corto contemporáneo.
- Borrando la Línea (2009). Segmento infantil sobre migración.
- Arquitectura de Remesas (2010), publicación sobre la investigación homónima realizada como Proyecto en Red AECID.
- La memoria reúnida, las imágenes recuperadas y fragmentos para el futuro. (2018), publicación sobre el 15° aniversario de la constitución en Centro Cultural, con entrevistas a sus seis últimos directores.

En los últimos años, el Centro incursiona en producciones audiovisuales a través de patrocinios:
- Poporopos (2002).
- Gasolina de Julio Hernández Cordón, premio Horizontes Latinos, en el marco del Festival Internacional de Cine de San Sebastián, en su edición 56 (2008).

Entre 2007 y 2010, el CCE/G gestionó uno de los primeros blogs institucionales del país: Bloogy Mary